# Shockleyeva dioda
Shochleyeva dioda je poluvodička elektronička komponenta koja u propusnom smjeru prelazi u vodljivo stanje tek kada napon dostigne probojnu vrijednost (Vs) i održava to stanje sve dok kroz nju prolazi dovoljno jaka struja (Ih).
Danas je formalno poznata kao jednosmjerni diodni tiristor, a njezin izumitelj William Shockley ju je nazvao četveroslojna dioda jer je izvedena od četiri sloja poluvodiča strukture P-N-P-N. Prema načinu rada slična je uobičajenom triodnom tiristoru koji se umjesto preko upravljačke elektrode okida naponom. Također se može predočiti kao bistabil s dva komplementarna tranzistora i Zenerovom diodom koja definira probojni napon, pa se povijesno može smatrati i prethodnikom integriranih krugova.
Za izmjeničnu struju se dvije antiparalelno spojene Shockleyeve diode mogu zamijeniti dvosmjernim diodnim tiristorom koji je poznatiji kao sidac.